# وایپر (بازیگر پورنوگرافی)
وایپر (انگلیسی: Viper؛ زاده ۱۲ سپتامبر ۱۹۵۹ درگذشته ۲۴ دسامبر ۲۰۱۰ (۵۱ سال)) یک بازیگر پورنوگرافی بود.